# Armida (Rossini)
Armida és una òpera en tres actes composta per Gioachino Rossini sobre un llibret italià de Giovanni Schmidt, basat en Jerusalem alliberada (1581), de Torquato Tasso. S'estrenà al Teatro San Carlo de Nàpols l'11 de novembre de 1817.
Un exèrcit de soldats cristians i una exòtica i bella fetillera. Diables i nimfes. Un bosc terrible i un jardí encantat. No menys de sis papers de tenor i un títol d'heroïna imponent. Armida de Rossini combina la màgia visual amb desafiaments musicals.

## Representacions
Armida va ser escrita per ser representada al Teatre di San Carlo de Nàpols l'11 de novembre de 1817, per celebrar l'obertura del teatre d'òpera reconstruït, que havia estat destruït per un incendi l'any anterior. Isabella Colbran va cantar el paper principal, que és un dels més llargs i exigents que Rossini va escriure, amb passatges de coloratura difícils de tota mena durant tota l'òpera. Els més notables es troben a D'amore al dolce impero durant l'acte 2, en els duets entre Armida i Rinaldo i en parts del final de l'acte 3.
La primera posada en escena moderna va tenir lloc al Teatro Comunale de Florència el 26 d'abril de 1952, durant el Maggio Musicale Fiorentino, amb Maria Callas i Francesco Albanese als papers principals i Tullio Serafin dirigint. Més recentment, es van fer actuacions a Aix-en-Provence el 1988, amb June Anderson, Rockwell Blake, Raúl Giménez, sota el director Gianfranco Masini, i al Rossini Opera Festival el 1993, amb Renée Fleming i Gregory Kunde, sota la direcció de Daniele Gatti.
L'estrena als Estats Units es va fer a Tulsa, Oklahoma, el 29 de febrer de 1992 en la celebració del 200è aniversari del naixement de Rossini amb un repartiment que inclou Christine Weidinger en el paper principal, Thomas Young com a Rinaldo i Ronald Naldi com a Ubaldo. Una producció conjunta de Tulsa Opera, Tulsa Ballet i la Tulsa Philharmonic, l'obra va ser posada en escena per Nicholas Muni, dissenyada per John Boesche, dirigida per Richard Bradshaw, i gravada per a la transmissió nacional a NPR. L'estrena del Metropolitan Opera va tenir lloc el 12 d'abril de 2010, amb Renée Fleming en el paper principal.
Armida es va representar al Rossini Opera Festival de Pesaro l'agost de 2014 en una nova producció de Luca Ronconi.

## Argument
Data: Les Croades
Lloc: als voltants de Jerusalem

### Acte I

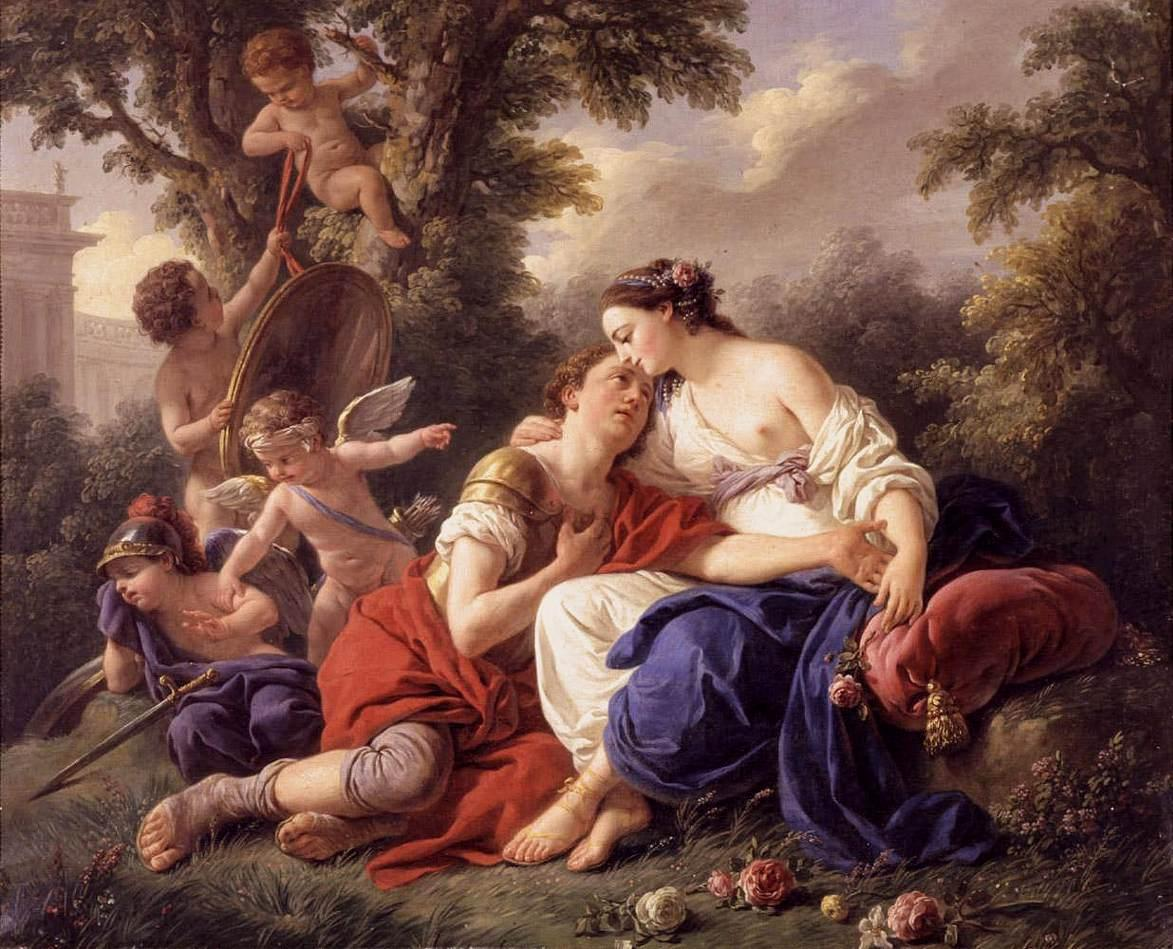
Rinaldo i Armida. Louis Jean Francois Lagrenée

Goffredo, comandant de les forces cristianes, consola i reanima als soldats francs, que estan de dol per la recent mort del seu líder. Una noble apareix i es presenta com la regenta dels damasquins. Declara que el seu tron ha estat usurpat pel seu oncle, Idraote i demana ajuda i protecció. En realitat la dona és la bruixa Armida i està associada amb Idraote, que l'acompanya disfressat. El seu pla és debilitar les forces croades esclavitzant alguns dels seus millors soldats. Els homes que queden fascinats per la seva bellesa, convencen Goffredo perquè l'ajudi. Goffredo decideix que els francs han de triar un nou líder, el qual escollirà deu homes per acompanyar-la. Escullen a Rinaldo, un dels millors soldats, despertant la gelosia d'un altre croat, Gernando (Non soffrirò l'offesa). Armida i Rinaldo ja s'havien trobat en una altra ocasió, i ella està secretament enamorada d'ell. Ara ella s'enfronta a ell i li recorda com li va salvar la vida en aquest moment. Quan ella l'acusa d'ingratitud, ell admet que està enamorat d'ella (Duo: Amor ... possente nome!). Gernando els veu junts i increpa Rinaldo i l'acusa de ser un seductor davant dels altres homes. Es baten a duel i Rinaldo mata Gernando. Horroritzat pel que ha fet, escapa amb Armida abans que Goffredo el pugui castigar.

### Acte II
Astarotte, una de les princeses de l'infern, ha portat al bosc a un grup de dimonis per ajudar a Armida. Ella arriba amb Rinaldo, que està completament encantat per ella (Duo: Dove son io!). Fins i tot quan ella li explica el pla que ha concebut amb Idraote, ell no es rebel·la en contra. Meravellat, Rinaldo veu com Armida converteix el bosc en un palau de plaers. Armida medita sobre el poder de l'amor (D'Amore al dolce impero) i li ofereix diversió a Rinaldo amb una pantomima sobre un guerrer seduït per un grup de nimfes. Rinaldo, que ha perdut tot el sentit de l'honor militar, es lliura als encants d'Armida.

### Acte III
Dos dels antics camarades de Rinaldo, Ubaldo i Carlo, han estat enviats per rescatar-lo. Quan arriben als jardins encantats d'Armida, queden fascinats per la seva bellesa, tot i que saben que és sobretot una il·lusió. Amb l'ajuda d'una vara màgica d'or, es protegeixen de les nimfes que tracten de seduir, i s'amaguen quan apareixen Rinaldo i Armida. Rinaldo encara està captivat per la bruixa, però quan es queda tot sol, Ubaldo i Carlo l'enfronten. Quan li mostren el seu reflex en un escut adamantí descobreix horroritzat que no reconeix l'honorable guerrer que va ser alguna vegada (Trio: In quale aspetto imbelle). Encara esquinçat pel seu amor per Armida, Rinaldo prega per tenir forces i marxa amb els seus companys. Armida invoca els poders de l'infern per recuperar el seu estimat, però tot és inútil. Armida surt a la recerca dels homes.
Armida aconsegueix atrapar-lo abans que embarquin. Ella li demana a Rinaldo que no l'abandoni i fins i tot s'ofereix a acompanyar-lo en la guerra. Ubaldo i Carlo contenen a Rinaldo, tractant de donar-li forces i finalment apartant-lo del seu poder. Armida es debat entre l'amor i el desig de venjança (Dove son io! ... Fuggì!). Ella decideix venjar-se, destrueix el palau i marxa enfurismada.

## Estructura
- Simfonia

Acte I
- 1 Introducció Lieto, ridente (Cor, Gernando)
- 2 Cor Quell'astro mattutino
- 3 Quartet Sventurata! Or che mi resta? (Armida, Goffredo, Idraote, Eustazio, Cor)
- 4 Ària Non soffrirò l'offesa (Gernando)
- 5 Duet Amor! Possente nome (Rinaldo, Armida)
- 6 Final primer Se pari agli accenti (Rinaldo, Gernando, Cor, Armida, Goffredo)

Acte II
- 7 Cor Alla voce d'Armida possente
- 8 Cor Di fiamme e ferro cinti
- 9 Duet Dove son io? (Rinaldo, Armida)
- 10 Final segon D'amor al dolce impero (Armida)

Acte III
- 11 Duet Come l'aurette placide (Ubaldo, Carlo)
- 12 Cor Qui tutto è calma
- 13 Duet Soavi catene (Rinaldo, Armida)
- 14 Trio In quale aspetto imbelle (Rinaldo, Carlo, Ubaldo)
- 15 Final tercer Se al mio crudel tormento (Armida, Rinaldo, Carlo, Ubaldo, Cor)[6]

## Números cèlebres
- Sinfonia

Acte 1
- "Sventurata! O que em resta?" - quartetto (Armida, Eustazio, Goffredo i Idraote)
- "Amor ! Possente nome !" - duetto (Rinaldo i Armida)
- "Se pari agli accenti" - duetto (Rinaldo i Gernando)

Acte 2
- "D'amore al dolce impero" - rondo final secondo (Armida)
- Dansa i cor general

Acte 3
- "In quale aspetto imbelle" - terzetto (Rinaldo, Ubaldo i Carlo)
- "Se al mio crudel tormento" - rondo final terzo (Armida)

## Enregistraments
| Any  | Elenc (Armida, Rinaldo, Goffredo, Gernando, Carlo, Ubaldo)                                                  | Director          |
| ---- | --- | ----------------- |
| 1952 | Maria Callas, Francesco Albanese, Alessandro Ziliani, Mario Filippeschi, Gianni Raimondi, Mario Filippeschi | Tullio Serafin    |
| 1970 | Cristina Deutekom, Pietro Bottazzo, Ottavio Garaventa, Eduardo Gimenez, Ottavio Garaventa, Eduardo Gimenez  | Carlo Franci      |
| 1985 | Katia Ricciarelli, Curtis Rayam, Raul Gimenez, Mario Bolognesi, Vito Gobbi, Iorio Zennaro                   | Gabriele Ferro    |
| 1988 | June Anderson, Rockwell Blake, Yohishiya Yamaji, Raul Gimenez, Raul Gimenez, Yohishiya Yamaji               | Gianfranco Masini |
| 1991 | Cecilia Gasdia, Chris Merritt, William Matteuzzi, Bruce Ford, William Matteuzzi, Bruce Ford                 | Claudio Scimone   |
| 1993 | Renée Fleming, Gregory Kunde, Donald Kaasch, Jeffrey Francis, Bruce Fowler, Iorio Zennaro                   | Daniele Gatti     |
| 2010 | Renée Fleming, Lawrence Brownlee, John Osborn, Barry Banks, Barry Banks, Kobie van Rensburg                 | Riccardo Frizza   |